# Hnutí Svoboda (Slovinsko)
Hnutí Svoboda (nebo také Hnutí za svobodu, slovinsky Gibanje Svoboda) je slovinské středolevicové liberální hnutí. Dříve se strana jmenovala Strana zelených akcí. Ideologicky jde zařadit do zeleného liberalismu, sociálního liberalismu a je vnímáno jako proevropské hnutí. Stalo se vítězem parlamentních voleb v roce 2022, když hnutí s 32,9 % hlasů porazilo dosud vládní Slovinskou demokratickou stranu. Komentátoři vítězství strany hodnotili jako vítězství nad populismem a konzervatismem v zemi.

## Předsednictvo
- Předseda: Robert Golob
- Místopředseda: Gregor Erbežnik